# Raadhuisstraat (Maarssen)
De Raadhuisstraat is een straat in het Nederlandse dorp Maarssen. Deze loopt van de Kerkweg en de Beethovenlaan tot aan de Breedstraat en Parkweg. Aan de Raadhuisstraat bevinden zich enkele panden met status van rijksmonument. Een van deze monumentale panden is het voormalig Postkantoor. Deze straat bevindt zich in het centrum van Maarssen.
Binnenweg ·
Bolensteinsestraat ·
Bolensteinseweg ·
Breedstraat ·
Diependaalsedijk ·
Herengracht ·
Kaatsbaan ·
Kerkweg ·
Langegracht ·
Nassaustraat ·
Parkweg ·
Raadhuisstraat ·
Schippersgracht ·
Wilhelminaweg · 
Zandpad